# 557 г. пр.н.е.

## Събития

### В Азия

#### Във Вавилония
- Цар на Вавилония е Нергалшарушур (560 – 556 г. пр.н.е.).[1]
- Царят организира поход в източната част на Киликия, който се увенчава с успех и залавянето на множество пленници.[2]

#### В Мидия
- Астиаг (585/4 – 550/49 г. пр.н.е.) е цар на Мидия.[3]

#### В Персия
- Кир II (559 – 530 г. пр.н.е.) e цар на Аншан и васал на царя на Мидия.[4]

### В Африка

#### В Египет
- Фараон на Египет е Амасис II (570 – 526 г. пр.н.е).[5]